# Thomas Wallisch
Thomas Wallisch (ur. 22 lipca 1987 r. w Pittsburghu) – amerykański narciarz dowolny, specjalizujący się w konkurencjach slopestyle i big air. Jak dotąd nie startował na igrzyskach olimpijskich. Thomas jest mistrzem świata w slopestyle’u, tytuł ten wywalczył podczas mistrzostw w Voss. Najlepsze wyniki w Pucharze Świata osiągnął w sezonie 2011/2012, kiedy to w klasyfikacji generalnej zajął 44. miejsce, a w klasyfikacji slopestyle’u wywalczył ex aequo z Cyrillem Hunzikerem małą kryształową kulę. Thomas jest mistrzem Winter X Games 16 w konkurencji Slopestyle.

## Osiągnięcia

### Mistrzostwa świata
| Miejsce | Dzień   | Rok  | Miejscowość | Konkurencja | Zwycięzca |
| ------- | ------- | ---- | ----------- | ----------- | --------- |
| 1.      | 9 marca | 2013 | Voss        | Slopestyle  | -         |

### Puchar Świata

#### Miejsca w klasyfikacji generalnej
- sezon 2011/2012: 47.[1]
- sezon 2013/2014: 89.
- sezon 2014/2015: 98.
- sezon 2015/2016: 231.

#### Miejsca na podium w zawodach
1. Mammoth Mountain – 4 marca 2012 (slopestyle) – 1. miejsce